# Ram Elias-Pour
Ram Gerben Elias-Pour (in ebraico רם אליאס-פור‎?; Gerusalemme, 14 agosto 1993) è un cestista israeliano.